# Bobo och kaninerna
Bobo och kaninerna (ungerska: A hetedik testvér), är en ungersk animerad långfilm från 1991 skrivet av Attila Dargay, József Nepp, och Eberhard Naumann, regisserad av Jenö Koltai och Tibor Hernádi. Filmen har givits ut på DVD i Sverige. 
Filmen berättar historien om Bobo, en modig, omsorgsfull, och renhjärtad valp som är protagonisten i filmen, som måste överleva på egen hand med en familj av kaniner. Den släpptes i Ungern den 21 juni 1991, i Tyskland den 7 september 1992, och i Förenta staterna den 20 april 1994. I Tyskland visades filmen med titeln Bobo und die Hasenbande.
Uppföljaren Nya äventyr med Bobo och kaninerna utkom 1997.

## Handling
Bobo är en valp som ägs av en tjej som heter Angie, men han går förlorad på väg tillbaka från en resa till staden. Efter att ha tillbringat en lång natt ensam i skogen, undsätts Bobo och tas omhand av en familj av kaniner. När han inte kan hitta Angie, beslutar sig Bobo för att vara den bästa bror som är möjligt för kaninfamiljen. När fara hotar, visar han sig vara en hjälte, men när vintern närmar sig, inser kaninerna att Bobo inte växer så bra och inte kommer att överleva utan den typ av mat hundar behöver.

## Röster (original)
- Szalay Csongor - Vacak
- Simonyi Balázs - Tasli
- Álmos Előd - Okoska
- Halasi Dániel - Pufi
- Szvetlov Balázs - Málé
- Nemes-Takách Kata - Karotta
- Mánya Zsófia - Musz-Musz
- Kassai Károly - Szarka
- Izsóf Vilmos - Hugó
- Botár Endre - Elek
- Kristóf Tibor - Héja
- Szabó Gyula - Bagoly
- Verebély Iván - Nyuszipapa
- Andai Györgyi - Nyuszimama
- Menszátor Magdolna - Anya
- Barbinek Péter - Róka
- Stohl András - Sün
- Szőnyi Julcsi - Ágnes
- Simon György - Nagypapa